# Munthe
Munthe är en släkt som härstammar från handelsmannen Ladevig Munthe i Lübeck på 1500-talet.

## Historia
Traditioner att den skall härstamma på den medeltida adelsätten Munte i Frankrike som förde ett annat vapen har inte kunnat verifieras.
Den uppträder först i Flandern runt år 1000 kring byn Munte. Familjen florerar sedan i flera hundra år tills den försvinner. Den upptas i Tyska rikets adel 1509.
Den lübske köpmannen Ladevig Munthe blev far till kyrkoherden Hans Munthe (1560–1601) i Tikøb på Själland, vilken i sin tur blev far till professorn i teologi vid Lunds gymnasium Arnold Munthe (1590–1629), som blev stamfar för den svenska grenen av släkten.
Arnold Munthes bror Ludvig Munthe, biskop i Bergen, blev stamfar för den norska grenen av släkten.
Från den från Schlesien stammande Christofer Morgenstierne, som 1657 blev gift med Birgitte Munthe, en dotter til biskopen i Bergen Ludvig Munthe, härstammar ätten von Munthe af Morgenstierne som adlades 1755.
Christofer Morgenstierne var son till Giert Morgenstierne och Birgitte Glad. Birgitte Glads far, Christopher Eriksen Glad var sogneprest i Vågå i Norge. Från honom härleder många ämbetssläkter i Norge sitt ursprung. Från Vågåpresten Christopher Glad stammar förutom släkterna Glad och Mule släkten Wulfsberg, släkten Munthe (Morgenstierne), släkten Heiberg och talrika andra kognatiska linjer, exempelvis Daae och Leganger.

## Personer tillhöriga svenska Munthesläkten
- Sven Johan Munthe (1714–1774), professor i grekiska, orientaliska språk och teologi i Lund
- Sven Hansson Munthe (1718–1790), präst i Malmö och vältalare
- Johan Lorentz Munthe (1729–1795), borgmästare i Eksjö och riksdagsman
- Berent Munthe (1737–1799), svensk skolman och tillfällighetspoet
- Lars Peter Munthe (1752–1807), svensk universitetslärare och filosof
- Sven Munthe (1787–1873), svensk ämbetsman och politiker
- Henrik Mattias Munthe (1798–1880), svensk ämbetsman och musikälskare
- Gustaf Munthe (1809–1889), landshövding i Västerbottens län
- Carl Henrik Munthe (1833–1920), hovrättsråd
- Maria Munthe (1844–1944), skolföreståndare
- Gustaf Munthe (1849–1919), ämbetsman, president i Kammarkollegium
- Ludvig Munthe (1849–1937), svensk general
- Anna Munthe-Norstedt (1854–1936), konstnär
- Arnold Munthe (1856–1926), svensk sjömilitär
- Axel Munthe (1857–1949), svenske kungens livläkare, författare
- Åke Munthe (1859–1933), svensk filolog
- Henrik Munthe (1860–1958), svensk geolog
- Alf Munthe (1892–1971), svensk målare och textilkonstnär
- Gustaf Munthe (1896–1962), svensk konsthistoriker och museiman
- Arne Munthe (1901–1965), historiker. litteraturhistoriker, arkivarie
- Malcolm Munthe (1910–1995), brittisk officer
- Astrid Munthe de Wolfe (född 1926), svensk konstnär
- Bo Munthe (1943–2018), svensk kampsportare
- Lorne de Wolfe, numera Munthe (född 1948), musiker
- Christian Munthe (född 1962), professor
- Martin Munthe (född 1970), filmregissör
- Lisa Munthe (född 1974), filmregissör
- Emma Gray Munthe (född 1976), filmkritiker

## Personer tillhöriga norska Munthesläkten
- Caspar Frederik Munthe (1704–1763), dansk klassisk filolog
- Eiler Munthe (1759–1814), dansk skolledare och läroboksförfattare
- Gerhard Munthe (1795–1876), norsk kartograf
- Adolph Frederik Munthe (1817–1884), militär och politiker
- Ludvig Munthe (1841–1896), norsk målare
- Holm Munthe (1848–1898), arkitekt
- Gerhard Munthe (1849–1929), norsk konstnär
- Carl Oscar Munthe (1861–1952), norsk general och militärhistoriker
- Wilhelm Munthe (1883–1965), bibliotekarie och boksamlare
- Gerhard Munthe (1919–1997), norsk bibliotekarie
- Preben Munthe (1922–2013), norsk nationalekonom